# Igrici megállóhely
Igrici megállóhely egy Borsod-Abaúj-Zemplén vármegyei megállóhely Mezőcsát közigazgatási területén. A MÁV üzemelteti. A személyszállítás szünetel.

## Áthaladó vasútvonalak
A megállóhelyet az alábbi vasútvonalak érintik:
- Mezőcsát–Hejőkeresztúr-vasútvonal

## Kapcsolódó állomások
A megállóhelyhez a következő állomások vannak a legközelebb:
- Mezőcsát vasútállomás (Mezőcsát vasútállomás, Mezőcsát–Hejőkeresztúr-vasútvonal)
- Hejőbába-Hejőpapi megállóhely (Hejőkeresztúr vasútállomás, Mezőcsát–Hejőkeresztúr-vasútvonal)

## Forgalom
A megállóhelyen és a rajta áthaladó vasútvonal egy szakaszán a vasúti forgalom 2007. március 4-e óta szünetel.
Bővebben: 2007-es magyarországi vasútbezárások

## Megközelítése
A megállóhely Mezőcsáttól körülbelül 4 kilométerre, északra helyezkedik el, közúti megközelítése egy rövid önkormányzati úton át lehetséges.